# Тарт фрейлин
Тарт фрейлин (англ. Maids of honour tart), также известный как Пирожное фрейлин (англ. Maids of Honour cake) и Ричмондские фрейлины (англ. Richmond Maids of Honor) — английское пирожное или тарт, состоящий из слоёного теста, с творожным сыром. Существуют варианты с добавлением джема, миндаля и мускатного ореха. Традиционно тарт представлял собой слоёное тесто с подсахаренным калье.
По одной из легенд, происхождение тарта связано с королём Генрихом VIII, который увидел, как несколько фрейлин королевы едят пирожные, и захотел их попробовать. Попробовав, король счёл пирожные восхитительными и назвал в честь фрейлин.
По другой легенде, та фрейлина, которая пекла тарты, была заключена в тюрьму, где должна была готовить их исключительно для короля. Однако есть другая теория, утверждающая, что они были названы в честь Анны Болейн, в то время фрейлины, которая делала эти тарты для Генриха VIII.
Чайная «The Original Maids of Honour» в Кью (Ричмонд-апон-Темс), известная с XVIII века, изначально специализировалась на продаже этих тартов.